# گولگ (خوسف)
گولگ یک روستا در ایران است که در دهستان جلگه ماژان شهرستان خوسف واقع شده‌است. گولگ ۶۱ نفر جمعیت دارد.